# Catonyx
Il catonice (gen. Catonyx) è un mammifero erbivoro estinto, appartenente ai pelosi. Visse nel Pleistocene superiore e forse all'inizio dell'Olocene (circa 120.000 - 9.500 anni fa) e i suoi resti fossili sono stati ritrovati in Sudamerica.

## Descrizione
Questo animale, come molti altri bradipi terricoli, era di dimensioni cospicue e di corporatura possente. La lunghezza doveva raggiungere e superare i 4 metri di lunghezza, e il solo cranio era lungo almeno 50 centimetri. Il muso di Catonyx era allungato, anche se non come in alcune forme simili (ad es. Scelidotherium). A differenza di quest'ultimo, Catonyx possedeva premascelle più corte che formavano una punta del muso triangolare (e non rettangolare come Scelidotherium), un marcato rigonfiamento del rostro, un palato dotato di un solco mediano e denti più grandi. Inoltre, la sinfisi mandibolare era allungata ed elevata, e il lobo posteriore del quarto molare inferiore era più ricurvo rispetto a quello di Scelidotherium. Come tutti i bradipi terricoli, Scelidotherium possedeva membra dalle ossa robuste e dai grandi artigli. 

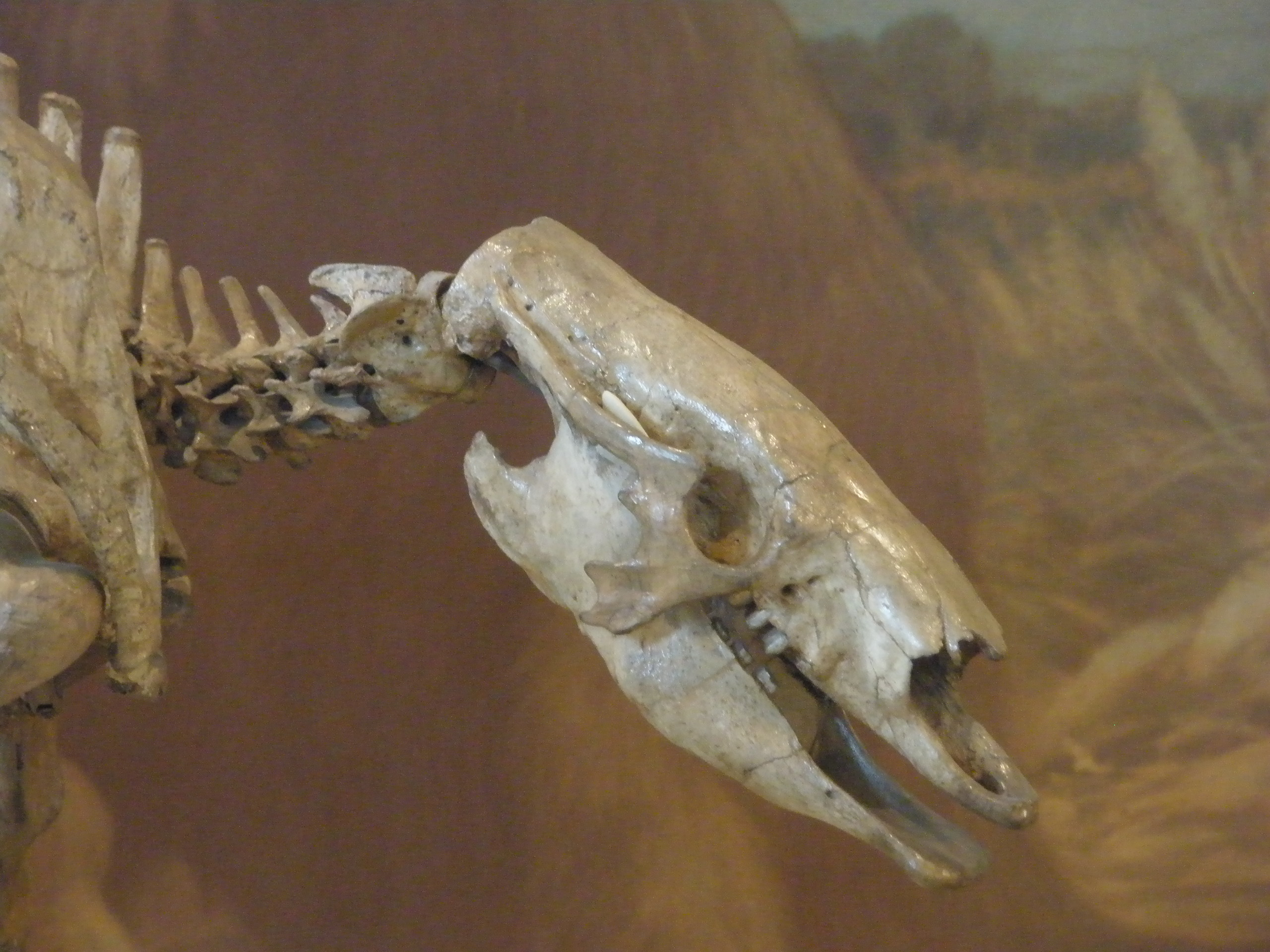
Cranio di Catonyx cuvieri

## Classificazione
I primi fossili di questo animale furono ritrovati in strati del Pleistocene superiore del Brasile e vennero descritti da Lund nel 1839, ma per lungo tempo vi fu una notevole confusione sistematica: i resti vennero attribuiti via via ai generi Scelidotherium, Scelidodon e Catonyx (istituito da Florentino Ameghino nel 1891). Solo di recente sono state proposte revisioni basate su caratteri morfologici chiari, secondo le quali i generi Scelidotherium e Catonyx sono due taxa validi, mentre Scelidodon potrebbe non essere un genere valido. Catonyx, in ogni caso, fa parte degli scelidoteriini, un gruppo di bradipi terricoli tipici del Miocene, Pliocene e Pleistocene e caratterizzati da un muso allungato; gli scelidoteri fanno parte a loro volta del gruppo dei milodontidi, anche se a volte vengono considerati una famiglia a sé stante (Scelidotheriidae).
Catonyx è noto per varie specie: la specie tipo è C. cuvieri, l'unica ad essere sprovvista di un forame entepicondilare sull'omero. C. cuvieri è stato ritrovato in Brasile e in Uruguay, e risale alla fine del Pleistocene e (forse) all'inizio dell'Olocene. Altre specie attribuite a questo genere (ma a volte considerate in un genere a sé stante, Scelidodon), sono C. tarijensis e C. chiliense, diffuse in Cile, Argentina, Uruguay, Bolivia ed Ecuador.

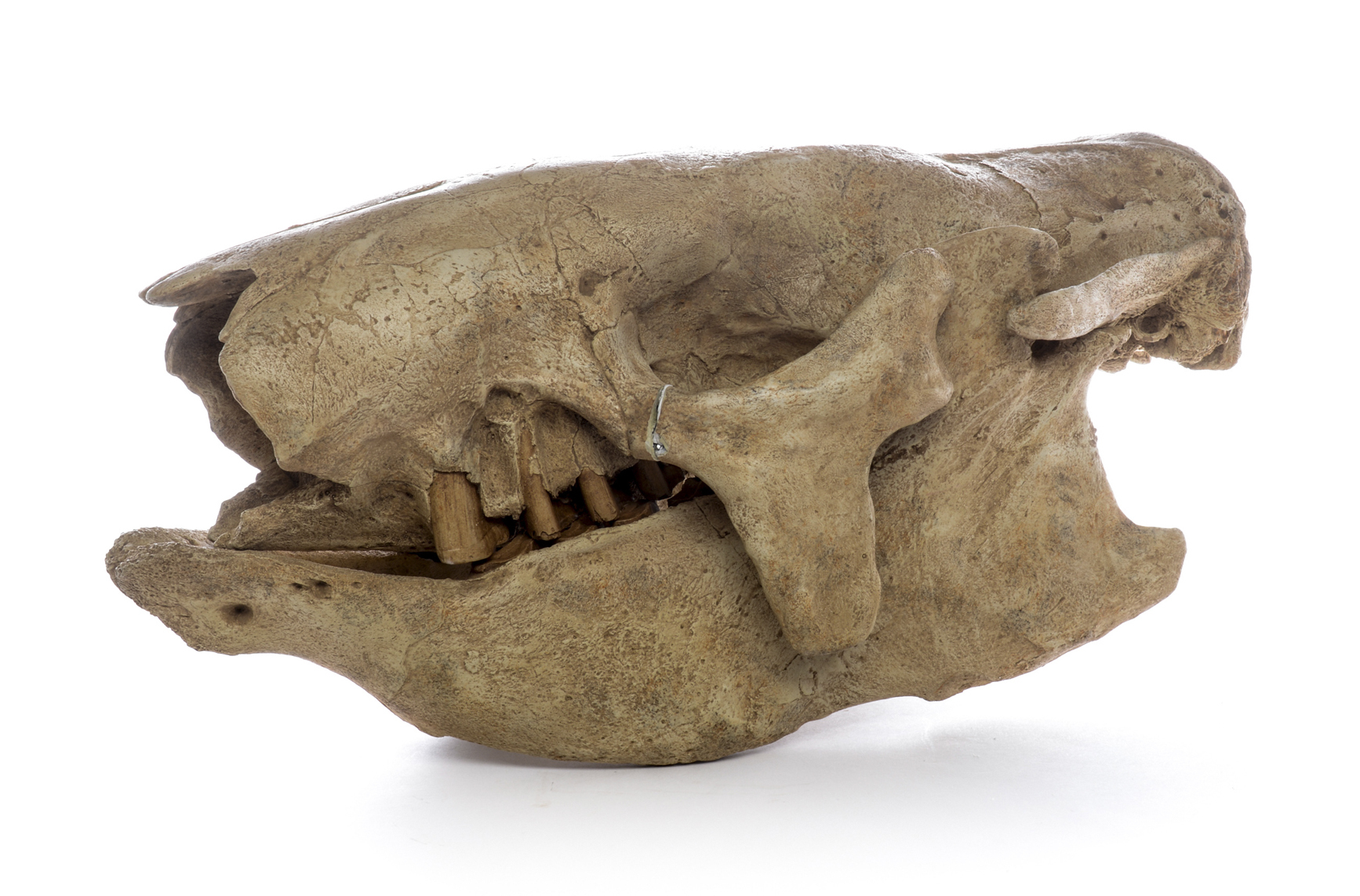
Cranio di Catonyx tarijensis conservato al MUSE